# Castelo d'Osthoffen

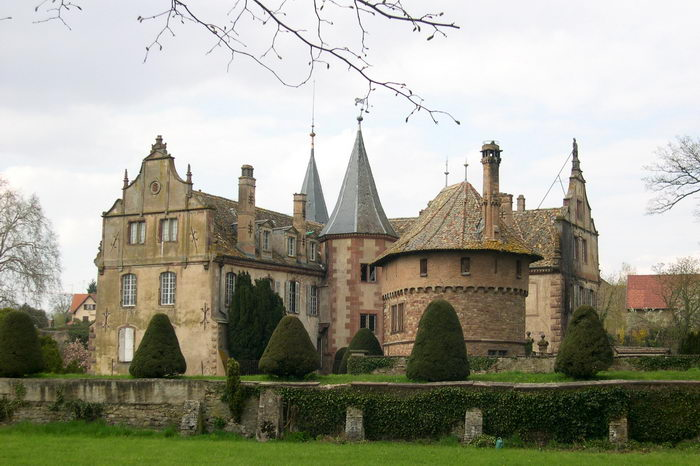

O Château d'Osthoffen é um castelo desenvolvido a partir de um antigo castelo situado na comuna de Osthoffen, no departamento de Bas-Rhin, na França, localizado a cerca de 15 km de Estrasburgo. É datado do século XII ou XIII.
Está classificado desde 1963 como monumento histórico pelo Ministério da Cultura da França.